# Rhinocarididae
De Rhinocarididae zijn een familie van uitgestorven kreeftachtigen uit de klasse van de Malacostraca (hogere kreeftachtigen).

## Geslachten
- Carinatacaris Rode & Lieberman, 2002 †
- Dithryocaris Scouler in Portlock, 1843 †
- Elymocaris Beecher, 1884 †
- Herbertocaris Stumm & Chilman, 1969 †
- Nahecaris Jaekel, 1921 †
- Oryctocaris Bergmann & Rust, 2014 †
- Rhinocaris Clarke in Hall & Clarke, 1888 †
- Tropidocaris Beecher, 1884 †